# Pseuderemostachys
Pseuderemostachys  é um gênero botânico da família Lamiaceae

## Espécie
Pseuderemostachys sewerzovii